# Lniano
Lniano est une gmina rurale du powiat de Świecie, Couïavie-Poméranie, dans le centre-nord de la Pologne. Son siège est le village de Lniano, qui se situe environ 20 km au nord-ouest de Świecie et 48 km au nord de Bydgoszcz.
La gmina couvre une superficie de 88,34 km2 pour une population de 4 066 habitants.

## Géographie
La gmina est bordée par les gminy de Bukowiec, Chełmno, Dobrcz, Koronowo, Świecie, Świekatowo et Unisław.